# Ausztria közlekedése
Ausztria közlekedése fejlett, mind a közúti, mind a vasúti közlekedés kiváló minőségű infrastruktúrával rendelkezik. Kedvező fekvésének köszönhetően az országon jelentős tranzitforgalom halad keresztül.

## Közút
Összesen 200 000 km hosszúságú közúthálózattal rendelkezik, beleértve az 1700 km gyorsforgalmi utat is. A közutak 100%-a burkolt.

### Autópályák
- A1 (Westautobahn)
- A2 (Südautobahn)
- A3 (Südostautobahn)
- A4 (Ostautobahn)
- A5 (Nordautobahn, tervezett)
- A6 (Nordostautobahn)
- A7 (Mühlkreisautobahn)
- A8 (Innkreisautobahn)
- A9 (Pyhrnautobahn)
- A10 (Tauernautobahn)
- A11 (Karawankenautobahn)
- A12  (Inntalautobahn)
- A13 (Brennerautobahn)
- A14 (Rheintalautobahn)
- A21 (Wiener Außenringautobahn)
- A22 (Donauuferautobahn)
- A23 (Südosttangente)

Ausztria autópályái

- A24 (Verbindungsspange Rothneusiedel, tervezett)
- A25 (Welser Autobahn)
- A26 (Linzerautobahn, tervezett)

## Vasút

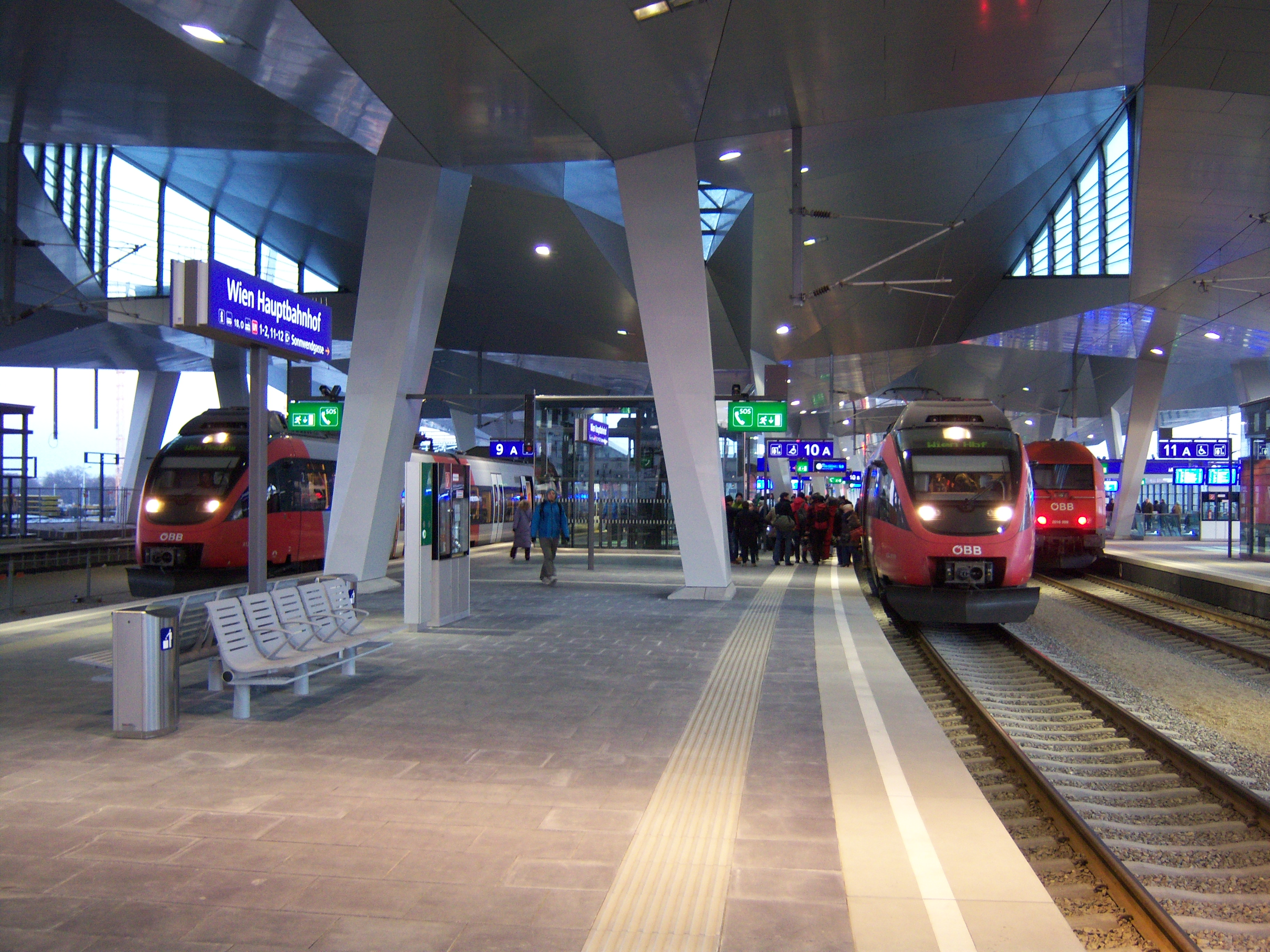
A bécsi főpályaudvar

A vasúthálózat teljes hossza 6399 km, ebből normál nyomtávú 5927 km (3688 km villamosított 15 kV 16,7 Hz-cel), 1000 mm-es nyomtávú 384 km (15 km villamosított) és 88 km 760 mm-es (10 km villamosított). Mindegyik szomszédos országgal vasúti kapcsolattal rendelkezik, a nemzetközi vonatai eljutnak Németországba, Olaszországba, Magyarországra, Svájcba, Szlovéniába, Csehországba és Szlovákiába is.

### Metró
Metró Bécsben és Serfausban épült ki. Németországhoz hasonlóan a metró neve itt is U-Bahn.

### S-Bahn

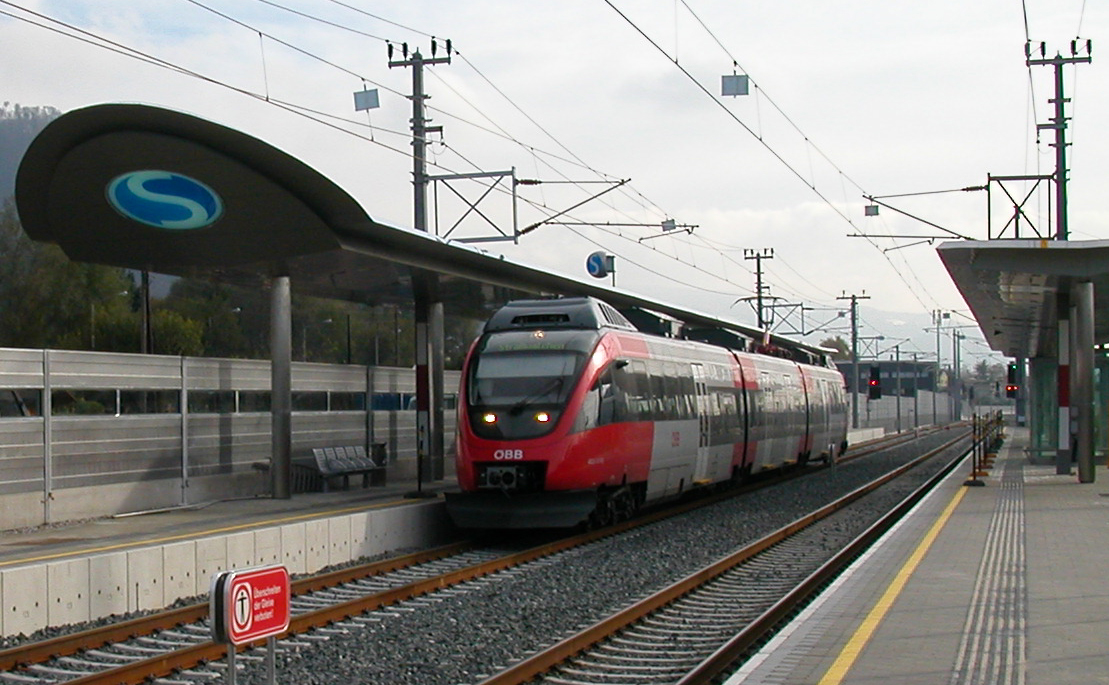
A salzburgi S-Bahn

S-Bahn az alábbi városokban és vonzáskörzetükben közlekedik:
- Bécs
- Karintia
- Felső-Ausztria
- Salzburg
- Stájerország
- Tirol
- Vorarlberg

### Villamos
Villamos az alábbi városokban közlekedik:
- Bécs
- Gmunden
- Graz
- Innsbruck
- Linz

## Vízi közlekedés
A vízi utak hossza 358 km, a legfontosabb folyója Duna. A Duna–Majna–Rajna csatornán keresztül összeköttetése van Amszterdammal és a Fekete-tengerrel is.
Legfontosabb kikötők: Enns, Krems, Linz, Bécs.

## Légi közlekedés
Ausztriában 55 repülőtér és két helikopter-leszállópálya található.